# David Strang
David Strang (David Maxwell Strang; * 13. Dezember 1968 in Girvan laut IAAF) ist ein ehemaliger britischer Mittelstreckenläufer.
Bei den Commonwealth Games 1990 in Auckland schied er über 800 m im Halbfinale aus und gewann mit der schottischen Mannschaft Silber in der 4-mal-400-Meter-Staffel.
1993 gewann er bei den Leichtathletik-Hallenweltmeisterschaften in Toronto Silber über 1500 m. Über dieselbe Distanz siegte er im Jahr darauf bei den Leichtathletik-Halleneuropameisterschaften in Paris und wurde jeweils Zwölfter bei den Leichtathletik-Europameisterschaften in Helsinki und den Commonwealth Games in Victoria.
Bei den Leichtathletik-Weltmeisterschaften 1995 in Göteborg und bei den Olympischen Spielen 1996 in Atlanta schied er über 800 m jeweils im Vorlauf aus.

## Persönliche Bestzeiten
- 800 m: 1:45,81 min, 12. Juli 1996, London
  - Halle: 1:48,89 min, 19. Februar 1994,
- 1000 m (Halle): 2:18,31 min, 30. Januar 1993, Boston
- 1500 m: 3:36,53 min, 15. Juli 1994, London
  - Halle: 3:40,7 min, 20. Februar 1993,	Fairfax (Zwischenzeit)
- 1 Meile: 3:54,30 min, 22. Juli 1994, Oslo
  - Halle: 3:55,43 min, 22. Januar 1994, Boston